# واندرسون والتر دی آلمیدا
واندرسون والتر دی آلمیدا (به پرتغالی: Vanderson Válter de Almeida) هافبک اهل برزیل است که در شهر کویابا و در تاریخ ۱۵ ژانویهٔ ۱۹۷۸ به دنیا آمده‌است.
واندرسون والتر دی آلمیدا در تیم‌های فوتبال باشگاه ورزشی اینترناسیونال سابقهٔ حضور دارد.